# Самугео
Самугео (итал. Samugheo) — коммуна в Италии, располагается в регионе Сардиния, подчиняется административному центру Ористано.
Население составляет 3509 человек, плотность населения составляет 43,18 чел./км². Занимает площадь 81,27 км². Почтовый индекс — 9086. Телефонный код — 0783.
Покровителем коммуны почитается святой Себастьян, празднование 20 января.